# Comuna Zalissea Druhe, Camenița
Zalissea Druhe (în ucraineană Залісся Друге) este o comună în raionul Camenița, regiunea Hmelnîțkîi, Ucraina, formată din satele Dubînka și Zalissea Druhe (reședința).

## Demografie
Componența lingvistică a comunei Zalissea Druhe
     Ucraineană (98,29%)
     Alte limbi (0,68%)
Conform recensământului din 2001, majoritatea populației comunei Zalissea Druhe era vorbitoare de ucraineană (98,29%), existând în minoritate și vorbitori de alte limbi.